# O Coração do Homem Bomba - Vol. 1
O Coração do Homem Bomba - Vol. 1 é o sétimo álbum de estúdio (o sexto "solo"), do cantor e compositor maranhense Zeca Baleiro. Foi lançado pelo selo MZA Music em agosto de 2008.
Como o nome indica, este é o primeiro volume de um lançamento duplo.
Sobre o nome do álbum, Zeca explicou: “Todo homem é um homem-bomba em potencial, com hora e local para explodir”.

## Faixas
| N.º            | Título                               | Compositor(es)               | Duração |  |
| 1.             | "O Coração do Homem Bomba (Vinheta)" | Zeca Baleiro                 | 0:11    |  |
| 2.             | "Você Não Liga Pra Mim"              | Zeca Baleiro                 | 4:24    |  |
| 3.             | "Alma Não Tem Cor"                   | André Abujamra               | 3:49    |  |
| 4.             | "Vai de Madureira"                   | Zeca Baleiro                 | 3:35    |  |
| 5.             | "Elas Por Elas"                      | Zeca Baleiro                 | 3:40    |  |
| 6.             | "Aquela Prainha"                     | Zeca Baleiro/Chico César     | 0:41    |  |
| 7.             | "Ela Falou Malandro"                 | Zeca Baleiro/Zé Geraldo      | 4:32    |  |
| 8.             | "Você é Má"                          | Zeca Baleiro/Joãozinho Gomes | 2:58    |  |
| 9.             | "Bola Dividida"                      | Luiz Ayrão                   | 4:10    |  |
| 10.            | "Aí, Beethoven"                      | Zeca Baleiro                 | 0:27    |  |
| 11.            | "Toca Raul"                          | Zeca Baleiro                 | 2:56    |  |
| 12.            | "Nega Neguinha"                      | Zeca Baleiro                 | 3:51    |  |
| 13.            | "Geraldo Vandré"                     | Zeca Baleiro/Chico César     | 5:34    |  |
| Duração total: | Duração total:                       | Duração total:               | 40:48   |  |